# Rheumaptera metagrammata
Rheumaptera metagrammata är en fjärilsart som beskrevs av Walker 1862. Rheumaptera metagrammata ingår i släktet Rheumaptera och familjen mätare. Inga underarter finns listade.